# Тајна конвенција
Тајна конвенција је документ потписан 28. јуна 1881. године између Кнежевине Србије и Аустроугарске монархије. Одредбама овог уговора одређено је да Србија неће моћи закључивати било какве уговоре са другим земљама, без претходног одобрења Аустроугарске, као и то да ће морати да одржава пријатељску политику према Монархији.
Непосредно пре потписивања Конвенције, закључен је Трговински уговор, којим је Србија могла своју робу да извози само у Аустроугарску, чиме је своју привреду потчинила вољи Монархије. Потписивање ова два документа је договорено пред Берлински конгрес; тачније, српски дипломата Јован Ристић је обећао потписивање ова два уговора, изградњу српске железнице за Монархију, као и одрицање од Новопазарског санџака у замену за заступање српских интереса на заседању Берлинског конгреса.
Тајну конвенцију су потписали тадашњи српски министар спољних послова Милутин Гарашанин и министар финансија Чедомиљ Мијатовић, тиме Србију ставивши у зависан положај према Монархији, у замену за међународно признату независност.
Годину дана касније, дошло је до тзв. Бантуове афере, тј. до оптуживања кнеза Милана Обреновића за проневеру сељачких обвезница и поткрадање народа. Будући да су, самим спомињањем његовог имена у афери, његови углед и власт били веома пољуљани, он је затражио помоћ од Аустроугарске. Године 1882, као „награда“ за потписивање Тајне конвенције, Милан Обреновић је крунисан за краља, а Монархија је обезбедила да све силе прихвате Србију као краљевину.
Године 1887. Тајна конвенција је продужена и проширена једном ставком: да ће Аустроугарска штитити интересе династије Обреновић, што је Аустроугарској обезбедило већу везаност и зависност Србије, а Србији, тј. краљу Милану ефикасно средство за обрачунавање са противницима.

## Првобитни садржај конвенције
Тајни уговор или Тајну конвенцију потписали су на Видовдан 28. (16) јуна 1881. у Београду Чедомиљ Мијатовић, министар иностраних послова и заступних министра финансија у влади Милана Пироћанца, и посланик Аустроугарске у Србији барон Габријел Херберт-Раткеал. Српски превод уговора је следећи:
1. Између Аустроугарске и Србије владаће мир и пријатељство. Обе владе обавезују се да ће узајамно водити пријатељску политику.
2. Србија неће никако трпети политичка, верска или друга сплеткарења која би, полазећи са њеног земљишта, ишла против Аустроугарске монархије, подразумевајући ту и Босну, Херцеговину и Новопазарски Санџак. Аустроугарска прима на себе исту обавезу према Србији и њеној династији, чије ће одржање и утврђење помоћи свим својим утицајем
3. Ако кнез Србије буде нашао за потребно да, у интересу своје династије и своје земље, узме за себе и своје потомке краљевску титулу, Аустроугарска ће ту титулу признати чим буде проглашена у законској форми и употребиће свој утицај да је и друге силе признају.
4. Аустроугарска ће се заузети да помогне интересе Србије код других европских влада. Без претходног споразума са Аустроугарском Србија неће преговарати или закључивати политички уговор с другом којом владом и неће пустити на своје земљиште какву страну војску, редовну или нередовну, па чак ни под именом добровољаца.
5. Ако Аустроугарској буде запретио какав рат или се буде нашла у рату с једном или више сила, Србија ће према Аустроугарској монархији, рачунајући ту и Босну, Херцеговину и Новопазарски Санџак, заузети пријатељску неутралност и учиниће јој, према њиховом тесном пријатељству и духу овог уговора, све могуће олакшице. Аустроугарска прима на себе исту обавезу према Србији у случају ако јој буде запретио рат или се буде налазила у рату.
6. У случају ако обе уговарачке стране буду сматрале за потребу једну војну кооперацију, питања која се тичу те кооперације, нарочито питање врховне команде и евентуалног преласка трупа преко земљишта једне или друге државе, биће уређена једном војном конвенцијом.
7. Ако стицајем догађаја, чији се развој не може данас предвидети, Србија буде у стању да се прошири у правцу својих јужних граница (изузимајући Новопазарски санџак) Аустроугарска се неће томе противити и заузеће се да и друге силе склони на држање повољно по Србију.
8. Овај уговор остаће на снази десет година рачунајући од дана измене ратификације. Шест месеци пре његова истека уговарачке стране споразумеће се, ако буде потребно, о његову продужењу, или о изменама које би прилике могле учинити потребним.
9. Уговарачке стране обавезују се да ће овај уговор држати у тајности и да без претходног споразума неће саопштити другој којој влади ни његову егзистенцију ни његову садржину.
10. Ратификације овог уговора биће измењене у Београду у року од петнаест дана или раније, ако буде могуће.

## Коришћена литература

### Књиге
- Јакшић, Гргур (1953). Из новије историје Србије. Београд: Просвета.